# Валлес-кальдера
Валлес-кальдера (англ. Valles Caldera) — вулкан. Располагается на территории штата Нью-Мексико, США.
Данный вулкан является кальдерой, ширина которой составляет 22 км. Сформировался примерно 1,7 млн. лет назад в результате 2 крупных извержений. В период 1,7 млн. — 1,1 млн. лет было выброшено около 600 тыс. км³ магмы на поверхность. Местность сложена докембрийскими гранитами и гнейсами, риолитами. Кальдера покрыта куполами, которых насчитывается более двух десятков. Наивысшая точка кальдеры купол Редондо-пик. Считается супервулканом. На анализе пемз, игнимбритов и риолитов было установлено, что последняя вулканическая деятельность происходила 50-60 тыс. лет назад. В кальдере постоянно происходят экскурсионные туры.
В кальдере находили следы человеческой деятельности, датируемой 11 тыс. лет назад. Находили такие артефакты как наконечники стрел и копий из обсидиана. До 2000 года земля на которой расположена кальдера находилась в частных руках, впоследствии данную местность выкупило федеральное правительство США. 25 июля 2000 года на территории кальдеры образовался национальный заповедник.
В настоящее время присутствует геотермальная активность в виде фумарольных источников, которых насчитывается около 15. Федеральная программа предусматривается в будущем наладить производство геотермальной энергии, но местное население против, т.к. это может нарушить местный ландшафт, а открытие новых скважин сделает невозможным заниматься фермерством и выпасом крупного рогатого скота.
В Валлес-кальдере снималось около десятка американских фильмов. Российскому зрителю наиболее известны фильмы Последний рейд и Водопад Ангела.